# Sijan
Sijan (en occità; en francès Sigean) és un municipi de la regió d'Occitània, departament de l'Aude. En aquesta població hi ha la reserva africana de Sijan. També hi ha l'estany de l'Ull de Ca (en occità, Estanh d'Uèlh de Can), a la vora de la mar.